# Millmerran
Millmerran – miasto w Australii, w stanie Queensland.